# 李問
李問（1989年3月4日—），臺灣政治人物、政策幕僚，民主進步黨籍。現任總統府發言人，曾任民進黨國際事務部主任、《台北時報》記者等職務、創立民進黨連江縣黨部並擔任首任主任委員。
2015年開始在民進黨國際事務部擔任政策幕僚，後曾任職於國家安全會議、兩岸交流遠景基金會等智庫機構。同時關注中華民國外交政策、國防戰略安全、國際文化交流等議題，並撰寫相關領域專欄文章。
2024年立法委員選舉，李問雖未能勝選，卻以1,382票再度創下民進黨在馬祖得票紀錄，得票率達23.5%。其得票數為賴清德該次總統選舉於馬祖總得票數648票的213%，民進黨總統得票與立委得票之間如此懸殊差距為全國各選區所絕無僅有，顯示出李問在民進黨整體氣勢較為低迷的情況下仍然獲得馬祖選民超越藍綠的認可。此外，李問該次得票亦為其上次立委選舉得票率兩倍，並突破蔡英文於2020年總統選舉所獲得的1,226票。

## 早年
李問出生於新竹市，父親是任教於國立清華大學的社會學學者李丁讚。李問是竹科實中校友，也是新竹區大學指考榜首，就讀國立台灣大學人類學系，期間投入校園媒體臺大意識報，並且拜訪台灣各地及東南亞國家，進行採訪及田野調查。
2012年李問於美國芝加哥大學就讀碩士學位期間，去中國大陸四川進行田野調查，期間曾因為對著中國共產黨的參訪團拍照，被當地警察包圍並差一點被逮捕，這段經歷讓他決定在碩士畢業後回台灣服兵役，並放棄原有美國籍雙重國籍身份。他在專欄中自述，「在那個當下，只是很單純希望台灣不需要變成一個政府資訊不透明，連拍照就要被警察包圍訓斥的國家。」2014年李問從陸軍裝甲兵部隊退伍後，在《台北時報》（Taipei Times）擔任記者。

## 從政

### 出任發言人
2019年2月，民進黨秘書長羅文嘉率領4位新任發言人出席記者會，包括來自文化界的李明俐、曾代表社民黨參選立委的律師李晏榕、客家部主任周江及李問。李問在記者會中表示，這幾年來希望邀請更多年輕人關心國際局勢，用不同的專業一起加強國際友誼。

### 赴馬祖經營
李問於2019年起開始在連江縣代表民進黨經營該地。在2020年立法委員選舉中，他代表民進黨參選於連江縣選舉區，成為該黨自2008年以來首次於連江縣提名之立法委員候選人，雖落選但創下該黨於當地的得票數紀錄。
李問於2020立委選舉落敗後表示，目前連江縣是民進黨唯一沒有地方黨部的縣市，承諾將展開籌備民進黨連江縣地方黨部。經過半年籌備，在2020年7月11日正式成立連江縣黨部，李問並經由黨員票選當選首任連江縣黨部主委。
2022年7月，李問自請出戰連江縣縣長選舉，後獲民進黨選對會徵召參選連江縣縣長，是該黨創黨以來首次推派人選參選連江縣縣長。但僅獲586票落選，甚至低於2020年參選立委時的706票。但李問在該次選舉中，推動民進黨連江縣黨部首次參與基層選舉，且首次有民進黨籍基層公職在馬祖勝選，由詹庭語順利當選北竿鄉民代表。
2023年7月，李問受民進黨徵召提名，再次參選連江縣立委。李問在是次立法委員選舉獲得1382票，囊括近四分之一的選票，相較於上次立委選舉，得票率成長兩倍。李問此次選舉得票數為總統選人賴清德的213%，民進黨總統得票與立委得票之間如此懸殊差距為全國各選區所絕無僅有。李問本人則指出，這反映馬祖民眾對他的支持，及對民進黨馬祖團隊的肯定。

### 出任國際事務部主任
2024年2月，李問出任民進黨國際事務部主任，表示將持續推動政黨外交、智庫學者交流、民間團體交流等，並將青年事務的國際面向，視為重點工作。另外，他也宣布轉任連江縣黨部顧問一職，繼續協助馬祖團隊，為需要的民眾服務與發聲。

## 政策立場

### 東南亞研究及參與新南向政策團隊
2016年總統大選，新南向政策為蔡英文競選時期主要外交政策之一，李問於大選期間加入民進黨國際事務部，也參與新南向政策團隊。除了參與政策研究，李問也學習印度尼西亚语，並參加印尼移工的文化活動，包括傳統武術、樂團表演、時裝走秀等，同時參與相關論壇講座。李問2017年起撰寫《天下雜誌》換日線專欄討論東南亞事務，並於2019年參與撰寫《商業周刊》出版的《用地圖看懂東南亞經濟》，負責印尼章節。

### 反共不反華
李問自述對於兩岸關係的立場為「反共不反華」，亦即反對極權統治、不反對中華文化；反對中共政權、不反對民間交流，並支持中國人民。他主張台灣應以「民主絲路」鼓勵多方合作，連結台灣、香港、西藏、新疆及中國國內外民主人權團體，也藉此向中國人民「遞出橄欖枝」，進行友善的對話。

### 和平協議
李問對簽訂「和平協議」抱持反對立場，認為1949年年初國共進行北平和談不但沒有達成和平，卻造成國軍的防備鬆懈，共軍4月21日大舉渡過長江並擊潰國軍。他的外祖父曾於「北平和談」期間，任職於南京總統府擔任李宗仁代理總統的秘書，李問並呼籲「台灣絕對不能犯同樣的錯誤。中華民國絕對不能再輸給共產黨一次」。

### 台美關係
2019年，李問陪同時任民進黨卓榮泰主席訪問美國拜訪各大政黨及智庫，並負責會議口譯工作。 他認為，在蔡英文政府任內，台美關係取得重要突破，適逢美國川普政府在2017年《國家安全戰略》中明確將中國定義為美國的「競爭者」，代表美國願意重新思考台灣的定位。

### 拜訪达赖喇嘛
2019年7月，李問陪同時任民主進步黨秘書長羅文嘉前往印度訪問西藏精神領袖達賴喇嘛，討論的議題包括藏人流亡海外建立的民主制度、中國人權議題、台灣與香港的處境、以及外界關心的達賴喇嘛轉世議題等。李問在專欄中提到，拜訪西藏流亡政府時，雙方「談到1951年西藏和中共簽訂『和平協定』，解放軍卻在1959年進入西藏進行屠殺。很顯然，西藏和平協議沒有『和平』，新疆自治區沒有『自治』，香港的一國兩制也逐漸變成了『一國一制』」。

### 反對放棄金馬論
李問堅定反對「放棄金馬論」及「金馬撤軍論」等主張，並在2020年成立連江縣黨部的揭牌活動上，發表「群島家園」的理念。他說，部分鄉親以訛傳訛的說法，認為民進黨要「放棄金門馬祖」，這是不正確的說法，因為民進黨才是能捍衛國家主權完整性的政黨。李問強調「台澎金馬」是命運共同體。他也指出，我們的國家固然不是秋海棠，也不只是單一一顆番薯，而是西太平洋上多重島嶼組成的群島家園，因為信仰民主、自由、和平與繁榮而團結在一起。李問表示非常認同蔡英文總統「團結中華民國派和台灣派」的理念，不管是中華民國派還是台灣派，只要不贊同一國兩制與威權統治，大家都是同一派，要站在一起守護民主自由，形成廣大的聯合陣線。

## 選舉紀錄
| 年度 | 選舉屆數             | 選舉區       | 所屬政黨   | 得票數 | 得票率 | 當選標記 | 備註 |
| ---- | -------------------- | ------------ | ---------- | ------ | ------ | -------- | ---- |
| 2020 | 第十屆立法委員選舉   | 連江縣選舉區 | 民主進步黨 | 706    | 11.77% |          |      |
| 2022 | 第八屆連江縣縣長選舉 | 連江縣       | 民主進步黨 | 586    | 6.89%  |          |      |
| 2024 | 第十一屆立法委員選舉 | 連江縣選舉區 | 民主進步黨 | 1,382  | 23.53% |          |      |

## 作品節選

### 系列專欄、文章

#### 國內媒體
- 芋傳媒《李問專欄》，累計至2019年7月29日，共計7篇。 [31]
- 換日線 Crossing《狂飆三輪車》，累計至2018年10月19日，共計8篇。[32]
- 自由評論網，2019年2月9日〈馬提斯東南亞行與「印太戰略」安全網絡〉[33]
- 博客來Okapi，2015年12月16日〈百花齊放的驚喜與危機──專訪凱斯．桑思汀（Cass Sunstein）《剪裁歧見：訂作民主社會的共識》〉[34]
- 台北時報（Taipei Times） 2015年5月4日〈INTERVIEW: Albie Sachs shares insight on constitutions〉（專訪：南非前大法官奧比·薩克斯分享憲政觀察）　[35]
- 台北時報 2014年12月4日〈INTERVIEW: Hsinchu councilor-elect seeks to revitalize local politics〉（專訪：新竹新科議員周江杰試圖活化地方政治）[36]

#### 外媒投稿
- 〈紀念六四不止息，台港同反送中例〉，香港蘋果日報，2019年6月4日。[37]
- 〈Taiwan Voices Support for Uyghurs in China〉（台灣聲援維吾爾族），外交家雜誌，2019年5月2日。[38]
- 〈Taiwan's "Silk Road of Democracy"〉（台灣的「民主絲路」），外交家雜誌，2019年8月16日。[39]
- 〈From Taiwan to the Philippines, Chinese Illegal Dredging Ships Wreak Environmental Havoc〉（從台灣到菲律賓，中國違法抽砂船肆虐破壞環境），外交家雜誌，2020年8月12日。[40]
- 〈Edge of Democracy: China's Influence on Taiwan's "Frontline" Islands〉（民主的邊緣：中國對台灣「前線」島嶼的影響），九段線雜誌，2021年1月25日。[41]
- 〈Challenging ethnonationalism from the Matsu Islands〉（馬祖列島：挑戰單一族群國族主義），九段線雜誌，2021年3月25日。[42]
- 〈Chinese Overfishing Highlights Environmental Crisis in the Taiwan Strait〉（中國過量捕撈突顯台灣海峽環境危機），外交家雜誌，2021年10月28日。[43]
- 〈REACHING BEYOND TRADITIONAL VOTING BLOCS: TAIWAN'S DPP LAUNCHES CAMPAIGN IN THE MATSU ISLANDS〉（觸及傳統選民之外的板塊：民進黨展開在馬祖的選戰），Taiwan Insight Blog，2022年3月30日。[44]
- 林飛帆、李問著〈Skepticism Toward U.S. Support for Taiwan Harms Regional Security〉（疑美論將危害區域安全），The National Interest 國家利益雜誌，2023年3月15日。[45]
- 〈After Chinese Vessels Cut Matsu Internet Cables, Taiwan Seeks to Improve Its Communications Resilience〉（中國船隻破壞馬祖網路纜線，台灣試圖改善通訊韌性），外交家雜誌，2023年4月15日。[46]
- 〈Taiwan's commitment to regional peace is strong and enduring》（台灣維護區域和平的決心堅定不移），華盛頓時報，2025年5月18日。[47]

### 出版作品

#### 書籍著作
- 劉碧雲著、張振松繪、李問 譯. . 聯經出版. 2022年6月. ISBN 978-957-086-257-7.
- 何則文、江懷哲、李明勳、黃一展、李問、吳安琪. . 商周出版. 2019年8月. ISBN 978-986-477-696-2.

### 演出作品

#### 電視劇
| 年份   | 播放平台     | 片名            | 導演           | 飾演   | 備註                      |
| 2021年 | YouTube 公視 | 《國際橋牌社2》 | 林龍吟、林世章 | 鄭凱齊 | 客串 高登島營部中尉人事官 |

## 外部連結
- 李問的Facebook專頁
- 李問的X（前Twitter）
- 李問的Instagram帳戶
- YouTube上的李問頻道